# Telipogon paucartambensis
Telipogon paucartambensis är en orkidéart som beskrevs av Farfán, Nauray och Antonio Galán de Mera. Telipogon paucartambensis ingår i släktet Telipogon och familjen orkidéer.
Artens utbredningsområde är Peru. Inga underarter finns listade i Catalogue of Life.